# Angeli-Rimini-Reaktion
Die Angeli-Rimini-Reaktion ist eine spezifische Nachweisreaktion für Aldehyde, bei der durch Reaktion des Aldehyds mit einem Derivat des Hydroxylamins eine Hydroxamsäure entsteht, die mit Eisen(III)-chlorid einen intensiv roten Komplex bildet.
Die Reaktion wurde von den italienischen Chemikern Angelo Angeli (1864–1931) und Enrico Rimini entdeckt und 1896 veröffentlicht.

Die Angeli-Rimini-Reaktion, hier mit Benzolsulfhydroxamsäure (Benzolsulfonsäurehydroxylamid, N-Hydroxybenzolsulfonamid) als Reagenz

Bildung des roten Eisen(III)-komplexes

## Mechanismus
Für den genauen Verlauf der Hydroxamsäurebildung werden mehrere Reaktionswege diskutiert:
Das N-Hydroxybenzoesulfonamid 1 oder die deprotonierte Form 2 fungiert als Nukleophil in der Reaktion mit dem Aldehyd 3 zum Intermediat 4. Nach intramolekularem Protonenaustausch zu 5 wird ein Benzolsulfinatanion abgespalten und über das Nitron 6 und die Zwischenstufe 7 die Hydroxamsäure 8 gebildet.
Alternativ wird diskutiert, dass aus 4 nach Abspaltung des Sulfinsäureanions eine Aziridin-Zwischenstufe 9 gebildet wird, die direkt zur Hydroxamsäure 8 weiterreagiert. 
Das Auftreten von Hydroxylnitren (NOH, 10) konnte dagegen definitiv ausgeschlossen werden.
Ursprünglich wurde als Reagenz das instabile Nitrohydroxylamin bzw. dessen Dinatriumsalz (Dinatrium-trioxodinitrat(II), Angeli-Salz) verwendet; hier fungiert das Nitrition als Abgangsgruppe. Da sich dieses Salz unter Bildung des sehr instabilen Nitrosowasserstoffs (HNO, Nitroxyl) zersetzt,  wird auch ein Reaktionsmechanismus diskutiert, der über freies Nitroxyl verläuft.